# بيرت أكوستا
بيرت أكوستا (بالإنجليزية: Bert Acosta)‏ هو طيار أمريكي، ولد في 1895 في سان دييغو في الولايات المتحدة، وتوفي في 1 سبتمبر 1954 في دنفر في الولايات المتحدة بسبب سل.